# 林世賢 (政治人物)

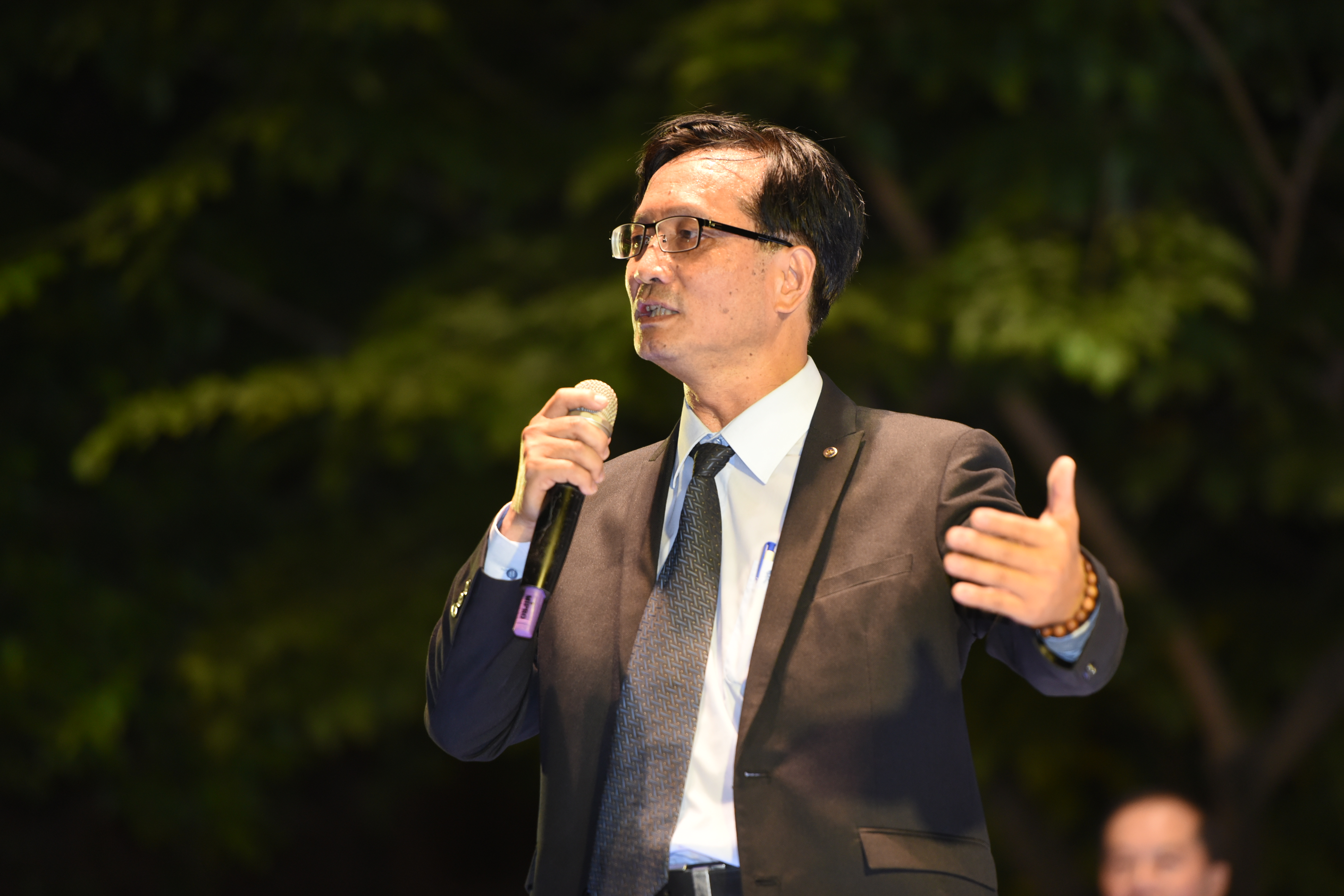
2018年的林世賢

林世賢（1959年6月1日—）是中華民國彰化縣出身的政治人物、獸醫，民主進步黨籍，現任彰化市市長。畢業於國立屏東農業專科學校獸醫科、國考獸醫師，曾任國立彰化師範大學實驗動物管理委員、動物醫院院長、彰化區扁友會總幹事、長工會總幹事、小英之友會總幹事、彰化縣環保聯盟理事長、彰化縣議會議員。
2024總統大選倒數134天，民進黨各縣市競選總部人事陸續就位，其中彰化縣競選總部總幹事由賴清德親自指定彰化市長林世賢擔任。

## 選舉紀錄
| 年度 | 選舉屆數               | 選舉區           | 所屬政黨   | 得票數 | 得票率 | 當選標記 | 備註       |
| ---- | ---------------------- | ---------------- | ---------- | ------ | ------ | -------- | ---------- |
| 2014 | 第十八屆彰化縣議員選舉 | 彰化縣第一選舉區 | 民主進步黨 | 16,483 | 10.02% |          | 全縣最高票 |
| 2018 | 第十八屆彰化市市長選舉 | 彰化縣彰化市     | 民主進步黨 | 43,085 | 35.07% |          |            |
| 2022 | 第十九屆彰化市市長選舉 | 彰化縣彰化市     | 民主進步黨 | 53,605 | 48.36% |          |            |

## 爭議事項

### 國光石化案嗆馬英九
2011年4月3號，在「反國光石化萬人餐會」上，時任總統馬英九上台後沒有簽署承諾書，現場群眾情緒激動，主持人林世賢帶頭嗆聲時任總統馬英九，甚至當場質疑總統沒有「LP」。隔日，林世賢受訪時為自己的情緒失控和不當發言道歉。但在總統府質疑說謊後，林世賢坦承並沒有『講定』一事，並表示已為自己的失控在臉書道歉。

### 前助理車禍半殘陷勞資爭議
2013年11月初林世賢參選彰化縣議員期間，一名劉姓男子加入其服務團隊，卻因工時過長，並處理臉書群組社團、LINE群組社團以及臉書專頁經營、名片、新聞稿、文案撰寫與思考，競選議員名片和相關文案，都有該劉姓助理的手筆痕跡，有時還進行動物醫院的助手工作。疑似過勞，在11月11日早上八點餘，要前往彰化上班時，於烏日高鐵站附近發生車禍陷入昏迷，雖經搶救後更造成顱骨碎裂，身體幾近半殘。林世賢受訪時堅決否認劉姓男子為助理，並堅稱「當時的情況也不可能請專職人員，辦公室人員都是志工行為。」
而劉姓男子提供一段電話錄音檔案給周刊，內容為劉父曾與林世賢討論賠償問題，當時林世賢說有透過朋友向保險公司及勞保局詢問，得到的回答都是發生車禍就不能投保，劉父則追問林世賢，「在你那上班幾天？」林世賢當時回應4天，讓劉父憤怒回應，指都已經上班這麼多天了，卻沒替他投保。當時林世賢回應稱，因為他們不屬於機構，5人以下也無法投保，但會另尋方法賠償劉姓男子。間接承認劉姓男子是前往該辦公室上班。
劉姓男子則指出，當時他已在林世賢辦公室上班10來天，並非林所說的4天而已。並指林世賢在臉書上發出的勞資爭議調解紀錄，調解結果並不成立，質疑無雇傭關係之說從何而來？而林世賢本人從該名劉姓男子車禍五年，皆未親自探視。

### 誹謗卓伯源貪污案
林世賢在2019年指控「我們歷代縣長貪汙最嚴重的就是卓伯源」等，遭卓伯源提告。彰化地方法院依刑法誹謗罪，判林世賢2月有期徒刑，得易科罰金。林世賢認為自己的言論都是根據媒體報導、可受公評的內容。
臺中高分院發布新聞稿表示，案經林世賢上訴後，合議庭審理後認為，林世賢未能舉證言論為真或已盡合理查證義務，在造勢場合發表該言論，行為具違法性。
另外，林世賢的言論，極易造成聽聞者誤信卓伯源有貪污印象及認知，顯然足以讓卓伯源的社會評價受到嚴重貶損，林世賢應負損害賠償責任，因此駁回上訴維持原判，全案定讞。
二審法官認為林世賢未善盡其合理查證義務，改判刑4個月，得易科罰金。不得上訴。

## 外部連結
- 林世賢的Facebook專頁

- 彰化市公所-市長專區 （页面存档备份，存于）

| 政府职务         | 政府职务                                   | 政府职务 |
| ---------------- | ------------------------------------------ | -------- |
| 彰化縣彰化市公所 |                                            |          |
| 前任： 邱建富    | 彰化市市長 第十八、十九屆 2018年12月25日－ | 現任     |